# Astragalus bahcesarayensis
Astragalus bahcesarayensis es una especie de planta del género Astragalus, de la familia de las leguminosas, orden Fabales.
Fue descrita científicamente por Akan, Firat & Ekici.